# Bernard McGinn
Bernard McGinn (* 19. August 1937 in Yonkers, New York) ist einer der bedeutendsten Experten der abendländischen Spiritualitäts- und Mystikgeschichte.

## Leben
McGinn erwarb im Zusammenhang mit seiner Ausbildung zum Priester in der Erzdiözese New York den B.A. Abschluss (cum laude) im Jahr 1959 am St. Joseph’s Seminary and College in Yonkers, New York und 1963 sein theologisches Lizentiat (cum laude) an der Gregoriana in Rom und 1970 seinen Ph. D. (mit Auszeichnung) an der Brandeis University in Waltham, Massachusetts. Er wurde 1971 auf eigenen Antrag laisiert. McGinn ist verheiratet mit Patricia Ferris McGinn. Sie haben zwei Söhne, Daniel (* 1972) und John (* 1974).
Seit 1969 lehrt McGinn am Divinity College der University of Chicago, wo er 2003 emeritiert wurde aber weit darüber hinaus aktiv war. Er hat bisher 65 Dissertationen betreut, hält Vorträge und verfasst weiterhin Bücher.
2002 wurde McGinn in die American Academy of Arts and Sciences gewählt.

## Werk
McGinns Arbeiten zählen an Bedeutung und Umfang zu den wichtigsten Beiträgen zur abendländischen Mystikgeschichte überhaupt. McGinn hat Studien zu nahezu jedem relevanten Klassiker der Geschichte christlicher Spiritualität vorgelegt. Er ist Autor von mehr als 17 Büchern und Herausgeber von mehr als 11 Büchern. Seine auch ins Deutsche übersetzte Mystikgeschichte ist das Standardwerk zum Thema neben der etwas älteren Darstellung von Kurt Ruh.
- Die Mystik im Abendland (aus dem Englischen übersetzt vom Original: The presence of God). Herder, Freiburg 2010, frühere Ausgaben 1998, 1996, 1994:
  - Bd. 4. Fülle: die Mystik im mittelalterlichen Deutschland (1300–1500) / übers. von Bernardin Schellenberger, ISBN 978-3-451-23384-5
  - Bd. 3. Blüte: Männer und Frauen der neuen Mystik (1200–1350) / übers. von Bernardin Schellenberger, ISBN 3-451-23383-5
  - Bd. 2. Entfaltung: übers. von Wolfgang Scheuermann, ISBN 3-451-23382-7
  - Bd. 1. Ursprünge: übers. von Clemens Maaß, ISBN 3-451-23381-9
- The Mystical Thought of Meister Eckhart: The Man from Whom God Hid Nothing. Crossroad Publishing, New York 2001, ISBN 0-8245-1914-0.
- Thomas Aquinas’s Summa theologiae: A Biography. Princeton University Press, Princeton, New Jersey 2014, ISBN 978-1-4008-5006-8.